# Monte Bianco - Sfida verticale
Monte Bianco - Sfida verticale è stato un reality show italiano, in onda su Rai 2 dal 9 novembre al 7 dicembre 2015 con la conduzione di Caterina Balivo e Simone Moro. Le prove sono commentate dalla voce fuori campo di Simone D'Andrea.

## Il programma
Il programma è un adventure game ambientato tra le montagne della Valle d'Aosta, che prevede la partecipazione di personaggi famosi prestati all'alpinismo. Girato nel corso del mese di luglio 2015, viene trasmesso da Rai 2 la settimana successiva al termine di Pechino Express, altro programma da cui attinge il genere di programma, proprio degli adventure game: a differenza del programma citato, però, questo reality è ideato in Italia e prevede che i concorrenti (qui solo famosi) gareggino singolarmente, benché accompagnati da una guida alpina in cordata, per conquistare la più alta vetta alpina, il Monte Bianco.

## I concorrenti
I sette concorrenti vip, gli "alpinisti", partecipano all'adventure game accompagnati da una guida alpina, formando sette diverse cordate.
| Cordata   | Concorrente        | Attività              | Guida alpina        | Classifica | Stato     |
| --------- | ------------------ | --------------------- | ------------------- | ---------- | --------- |
| Rossa     | Gianluca Zambrotta | ex calciatore         | Giovanna Mongilardi | 1ª         | Vincitori |
| Nera      | Filippo Facci      | giornalista           | Andrea Perrod       | 2ª         | Eliminati |
| Arancione | Jane Alexander     | attrice e conduttrice | Roberto Rossi       | 3ª         | Eliminati |
| Viola     | Dayane Mello       | modella               | Stefano De Giorgis  | 4ª         | Eliminati |
| Gialla    | Stefano Maniscalco | campione di karate    | Anna Torretta       | 5ª         | Eliminati |
| Blu       | Enzo Salvi         | attore comico         | Alberto Miele       | 6ª         | Eliminati |
| Verde     | Arisa              | cantante              | Matteo Calcamuggi   | 7ª         | Eliminati |

## Tabella eliminazioni
| Cordata                                | Puntate | Puntate | Puntate | Puntate | Puntate |  |
| Cordata                                | 1       | 2       | 3       | 4       | 5       |  |
| Gianluca Zambrotta Giovanna Mongilardi | 2ª      | 1ª      | 5ª (U)  | 1ª      | 1ª      |  |
| Filippo Facci Andrea Perrod            | 3ª      | 4ª      | 2ª      | 3ª (N)  | 2ª      |  |
| Jane Alexander Roberto Rossi           | 6ª      | 5ª      | 4ª      | 2ª      | 3ª      |  |
| Dayane Mello Stefano De Giorgis        | 1ª      | 3ª      | 1ª      | 4ª (U)  |         |  |
| Stefano Maniscalco Anna Torretta       | 4ª      | 2ª (N)  | 3ª (N)  |         |         |  |
| Enzo Salvi Alberto Miele               | 5ª (N)  | 6ª (U)  |         |         |         |  |
| Arisa Matteo Calcamuggi                | 7ª (U)  |         |         |         |         |  |

Legenda
     Cordata vincitrice della prova classifica
     Cordata a rischio eliminazione
     Cordata eliminata
     Vincitori del programma
(N) La Cordata gareggia per la sfida verticale in quanto nominata dalla coppia vincitrice della prova classifica
(U) La Cordata gareggia per la sfida verticale in quanto arrivata ultima nella prova classifica

## Polemiche
Prima della realizzazione e della messa in onda del reality vi sono state alcune polemiche riguardo al format:
- Nell'estate 2015, durante le riprese, il Club Alpino Italiano ha accusato la RAI di non rispettare l'ambiente montano, altamente pericoloso e non adatto ad un contesto televisivo.
- Altra polemica, nell'ottobre 2015, ha visto Jean-Marc Paillex, sindaco di Saint-Gervais-les-Bains, cittadina francese alle pendici del Monte Bianco, querelare la RAI per il fatto che la montagna - a detta di lui - è francese e bisogna chiedere permesso a lui per girare il programma, "non adatto ad essere usato come parco giochi".

## Ascolti
| 1             | 9 novembre 2015  | 1.568.000 | 6,38% |
| 2             | 16 novembre 2015 | 1.228.000 | 5,11% |
| 3             | 23 novembre 2015 | 1.313.000 | 5,26% |
| 4             | 30 novembre 2015 | 1.128.000 | 4,46% |
| 5             | 7 dicembre 2015  | 1.102.000 | 4,70% |
| Media Auditel | Media Auditel    | 1.268.000 | 5,18% |